# Station Essen-Horst
Station Essen-Horst (Duits: Bahnhof Essen-Horst) is een S-Bahnstation in het stadsdeel Horst van de Duitse stad Essen. Het station ligt aan de spoorlijn Essen-Überruhr - Bochum-Langendreer.

## Treinverbindingen
| Serie | Treinsoort            | Route                                                                                  | Bijzonderheden |
| ----- | --------------------- | -------------------------------------------------------------------------------------- | -------------- |
| S 3   | S-Bahn (DB Regio NRW) | Oberhausen Hbf – Mülheim (Ruhr) Hbf – Essen Hbf – Essen-Horst – Hattingen (Ruhr) Mitte |                |